# Buckingham (contea di Bucks)
Buckingham  è una township degli Stati Uniti d'America, nella contea di Bucks nello Stato della Pennsylvania. Secondo il censimento del 2010 la popolazione è di 20.075 abitanti.

## Società

### Evoluzione demografica
La composizione etnica vede una maggioranza di quella bianca (96,75%), seguita dagli asiatici (1,19%) dati del 2000.
| township di Buckingham Popolazione |        |
| 2000                               | 16.442 |
| 2010                               | 20.075 |